# Alcide Ticò
Alcide Ticò (Trento, 11 dicembre 1911 – Ortisei, 7 aprile 1991) è stato uno scultore italiano.

## Biografia

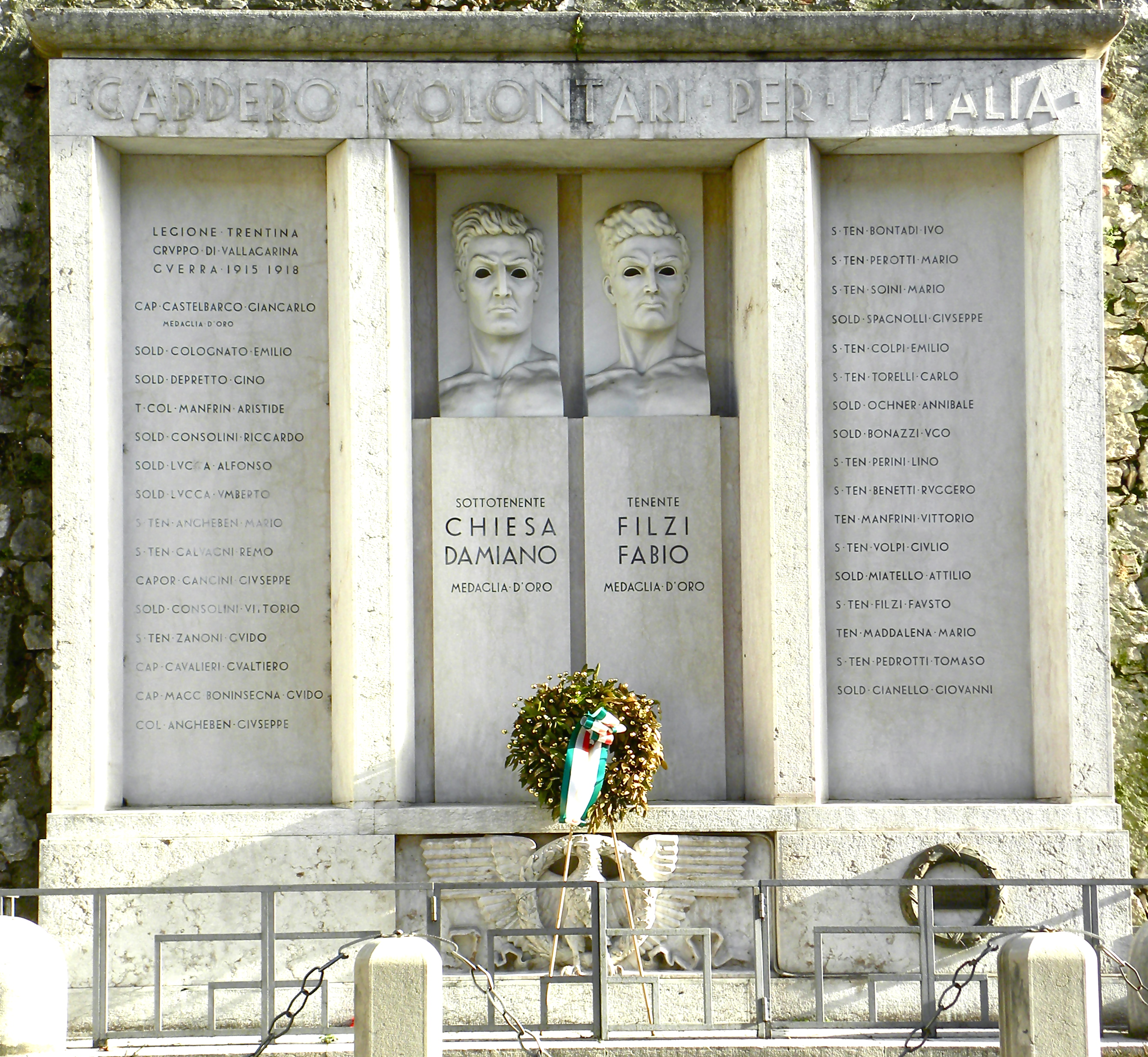
Monumento ai Caduti della Vallagarina a Rovereto con i busti di Chiesa e Filzi realizzati da Ticò

Alcide Ticò nasce a Trento l'11 dicembre 1911, bambino si trasferisce con la famiglia a Merano. 
Nel 1926, incoraggiato da Gino Pancheri, si iscrive alla scuola del marmo dell'Accademia di belle arti di Brera, sotto la guida di Adolfo Wildt. A Milano frequenta il gruppo dell'Avanguardia Artistica formato dai giovani Birolli, Manzù, Tomea, Sassu e lo stesso Pancheri. Conosce Edoardo Persico e Carlo Belli, assidui della Galleria del Milione diretta da Gino Ghiringhelli.
Come in altri scultori attivi in Trentino negli anni Trenta, Zuech, Fozzer, Zaniboni, in Ticò è presente lo spirito novecentista, caratterizzato tuttavia da un puntiglio interpretativo lontano dalla pompa celebrativa del fascismo. Fugace l'interesse legato alla non-figurazione, testimoniato comunque dalla scultura Ritmiastratti. Nel 1932 fa ritorno a Rovereto, e realizza i busti di Damiano Chiesa e Fabio Filzi. Del 1933 sono i due ritratti di Giovanni Comisso e Riccardo Zandonai. 
Le partecipazioni alle esposizioni sindacali d'arte trentine e trivenete, costellate da numerosi premi e riconoscimenti, diventano un appuntamento costante. È impegnato come insegnante prima a Ortisei, direttore della scuola di scultura in legno, e in seguito a Padova, maestro di figura modellata. Nel 1935 e membro del direttorio del "Sindacato interprovinciale belle arti Trento" e quello seguente di Bolzano. Nel 1938 apre uno studio in Via Margutta a Roma. 
Durante la seconda guerra mondiale si arruola in aviazione come volontario e viene più volte decorato. È presente alla Biennale di Venezia (1940, 1942) e alla Quadriennale di Roma (1939, 1943, 1948). Nel dopoguerra si trasferisce a Capri dove apre la galleria "L'Oblò".
Nel 1953 firma un contratto con la Paramount Pictures Corporation e interpreta lo scultore in Vacanze romane diventando uno dei protagonisti della fioritura artistica di Via Margutta. All'interno del suo studio, crocevia di artisti, intellettuali e collezionisti, vengono effettuate alcune riprese del film. In questo periodo realizza i ritratti di Gregory Peck, protagonista del film, e di altri attori noti come Totò e Anna Magnani. 
Negli anni Sessanta raccoglie molte commissioni religiose, realizza bassorilievi e statue di soggetto sacro, in particolare per il Vaticano. 
Sarà professore di discipline plastiche alla scuola d'arte P. Mercuri di Marino.
Negli anni Settanta e Ottanta, titolare della cattedra di scultura all'Accademia di belle arti di Carrara, sperimenta forme sempre più scarne e rigorose, nelle composizioni dedicate ai Satelliti e ai Totem preferendo materiali come marmo e porfido. Nel 1984 torna definitivamente a Ortisei, dove muore il 7 aprile 1991.